# Ekscentrična anomalija
Ekscentrična anomalija  (oznaka E)  je v astronomiji in astrodinamiki eden izmed šestih elementov tira, ki določajo lego in hitrost nebesnega telesa. Ekscentrična anomalija je kot med smerjo iz središča elipse (označeno s črko c) proti periapsidi (na sliki označena s črko z) in smerjo iz središča elipse proti projekciji trenutnega položaja nebesnega telesa, ki ga projeciramo na očrtani krog pravokotno na veliko polos (na sliki označeno s črko x).

## Računanje
Ekscentrična anomalija  {\displaystyle E\,\!} se za eliptične tirnice izračuna na naslednji način:
{\displaystyle E=\arccos {{1-\left|{\vec {\mathbf {r} }}\right|/a} \over e}}
kjer je:
- {\displaystyle {\vec {\mathbf {r} }}\,\!} krajevni vektor lege nebesnega telesa,
- {\displaystyle a\,\!} velika polos tirnice in
- {\displaystyle e\,\!} izsrednost tirnice.

Povezava med ekscentično anomalijo (E) in srednjo anomalijo (M) je:
{\displaystyle M=E-e\cdot \sin {E}.\,\!}
Povezava med ekscentrično anomalijo (E) in pravo anomalijo (T) je:
{\displaystyle \cos {T}={{\cos {E}-e} \over {1-e\cdot \cos {E}}}}